# Deserto de Pedirka
O Deserto de Pedirka é um deserto da Austrália, localizado a aproximadamente 100 km noroeste de Oodnadatta e 250 km nordeste de Coober Pedy na Austrália Meridional. Mount Deane e Parque Nacional de Witjira se localizam bem ao norte do deserto.